# Mosjö-Bergtjärnen
Mosjö-Bergtjärnen är en sjö i Örnsköldsviks kommun i Ångermanland och ingår i Nätraåns huvudavrinningsområde. Sjön har en area på 0,0702 kvadratkilometer och ligger 233 meter över havet.

## Delavrinningsområde
Mosjö-Bergtjärnen ingår i det delavrinningsområde (703292-160887) som SMHI kallar för Ovan Svartbäcken. Medelhöjden är 202 meter över havet och ytan är 5,33 kvadratkilometer. Det finns ett avrinningsområde uppströms, och räknas det in blir den ackumulerade arean 27,59 kvadratkilometer. Uvån som avvattnar avrinningsområdet har biflödesordning 2, vilket innebär att vattnet flödar genom totalt 2 vattendrag innan det når havet efter 56 kilometer. Avrinningsområdet består mestadels av skog (92 procent). Avrinningsområdet har 0,07 kvadratkilometer vattenytor vilket ger det en sjöprocent på 1,3 procent.